# Canale di Spalato
Il canale di Spalato, in passato anche canale di Spalatro dal nome dalmatico della località 
(in croato Splitski kanal), è il tratto di mare Adriatico che si trova a sud-ovest di Spalato tra le isole di Bua, Zirona Grande e Solta, in Croazia, nella regione spalatino-dalmata.

## Geografia

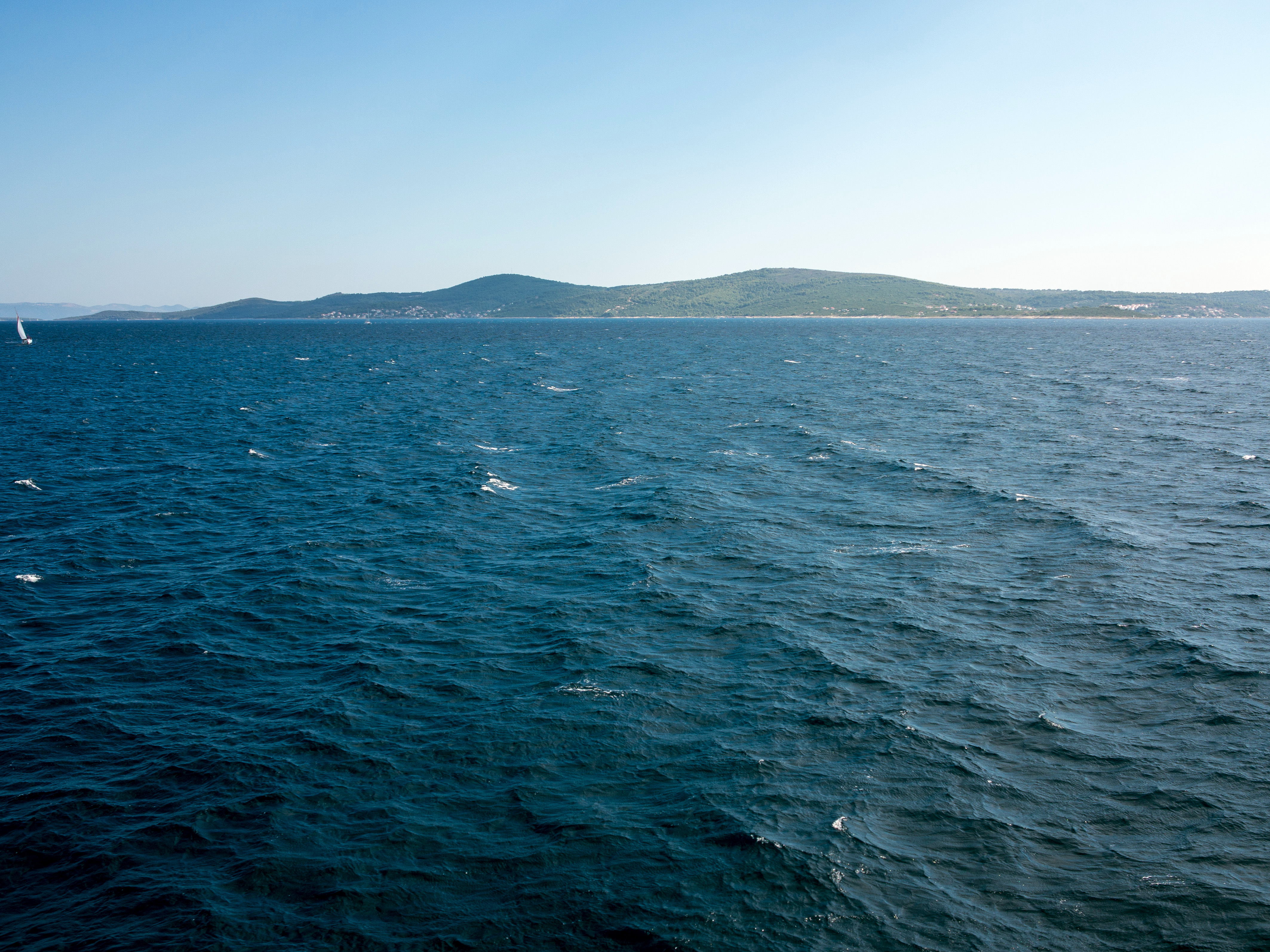
Il canale di Spalato a nord di Solta.

I limiti del canale, partendo dal porto meridionale di Spalato in senso antiorario, sono i seguenti: dopo aver superato la penisola di monte Mariano la cui estrema punta San Giorgio (rt Marjan) assieme a punta Giove (rt Čiova), estremità orientale di Bua, segna l'ingresso alla baia dei Castelli, la costa meridionale dell'isola di Bua segna il confine settentrionale; segue una fila di piccole isole a sud della baia di Traù (Trogirski zaljev), tra cui Sant'Eufemia. A ovest due canali, rispettivamente a nord e a sud di Zirona Grande, mettono in comunicazione il canale di Spalato con il mare aperto: il canale di Zirona, della Zirona o delle Zirone (Drvenički kanal) e il canale di Solta (Šoltanski kanal). Il limite meridionale è segnato dall'isola di Solta mentre il confine orientale è dato genericamente dalla linea immaginaria che va dallo stretto passaggio fra Solta e Brazza, chiamato Porta di Spalato (Splitska Vrata), al porto di Spalato; questo confine segna l'inizio del canale di Brazza (Brački kanal). 
La lunghezza approssimativa del canale è di 12 M, la sua ampiezza minima è tra le parti occidentali di Bua e Solta (4 M), quella massima tra Spalato e la Porta di Spalato.

## Isole del canale
- Sant'Eufemia (Sveta Fumija) e scogli adiacenti: Cralievaz (Kraljevac), Barriera (Zaporinovac), scogli Piavizze (Balkun e Pijavica), Galera (Galera).
- Isolotti Carnasce (Krknjaš Veli e Krknjaš Mali), a est di Zirona Grande.

### Cartografia
- (HR) Mappa topografica della Croazia 1:25000, su preglednik.arkod.hr. URL consultato il 13 settembre 2017.
- G. Giani, Carta prospettiva delle Comuni censuarie della Dalmazia, foglio 8, 1839. Fondo Miscellanea cartografica catastale, Archivio di Stato di Trieste.
- Carta di cabottaggio del mare Adriatico, foglio IX, Milano, Istituto geografico militare, 1822-1824. URL consultato il 19 marzo 2021 (archiviato dall'url originale il 13 aprile 2013).